# Giacomo Caetani Stefaneschi
Giacomo Caetani Stefaneschi (ur. 1260/70 w Rzymie, zm. 23 czerwca 1341 w Awinionie) – włoski kardynał.

## Życiorys
Pochodził z rzymskiej rodziny patrycjuszowskiej, skoligaconej z rodem Orsini. Studiował w Rzymie, Paryżu i Bolonii. Na uniwersytecie bolońskim uzyskał tytuł doktora prawa. Uzyskał stanowiska w wielu francuskich kapitułach katedralnych. Ok. 1291 powrócił do Rzymu i został kanonikiem bazyliki św. Piotra. papież Bonifacy VIII na konsystorzu 17 grudnia 1295 mianował go kardynałem diakonem San Giorgio in Velabro, a rok później wysłał jako legata do Romanii. Uczestniczył w konklawe 1303, Konklawe 1304–1305, Konklawe 1314–1316 i konklawe 1334. Protektor zakonu franciszkanów od lipca 1334. Nigdy nie przyjął święceń kapłańskich.
Kardynał Stefaneschi był patronem sztuk i protektorem artystów (m.in. Giotta). Sam był autorem żywotów papieży i świętych (m.in. żywota papieża św. Celestyna V Opus Metricum) oraz dzieł liturgicznych (np. Liber ceremoniarum Curiæ Romanæ, będącego źródłem cennych informacji o obchodach roku jubileuszowego 1300).